# Averill (Vermont)
Averill es un pueblo ubicado en el condado de Essex en el estado estadounidense de Vermont. En el año 2010 tenía una población de 24 habitantes y una densidad poblacional de 0,24 personas por km².

## Geografía
Averill se encuentra ubicado en las coordenadas 44°56′22″N 71°39′59″O / 44.93944, -71.66639.

## Demografía
Según la Oficina del Censo en 2000 los ingresos medios por hogar en la localidad eran de $27,500 y los ingresos medios por familia eran $28,750. Los hombres tenían unos ingresos medios de $21,250 frente a los $13,750 para las mujeres. La renta per cápita para la localidad era de $9,876. El 0% de la población estaba por debajo del umbral de pobreza.